# 埃兹堡木板教堂
埃兹堡木板教堂（挪威語：Eidsborg stavkyrkje）是挪威的一座木板教堂，位於泰勒馬克郡托克市镇。這座木板教堂是挪威的木板教堂中保存狀態最好的教堂之一，估計修建在1250至1300年期間。

## 外部連結

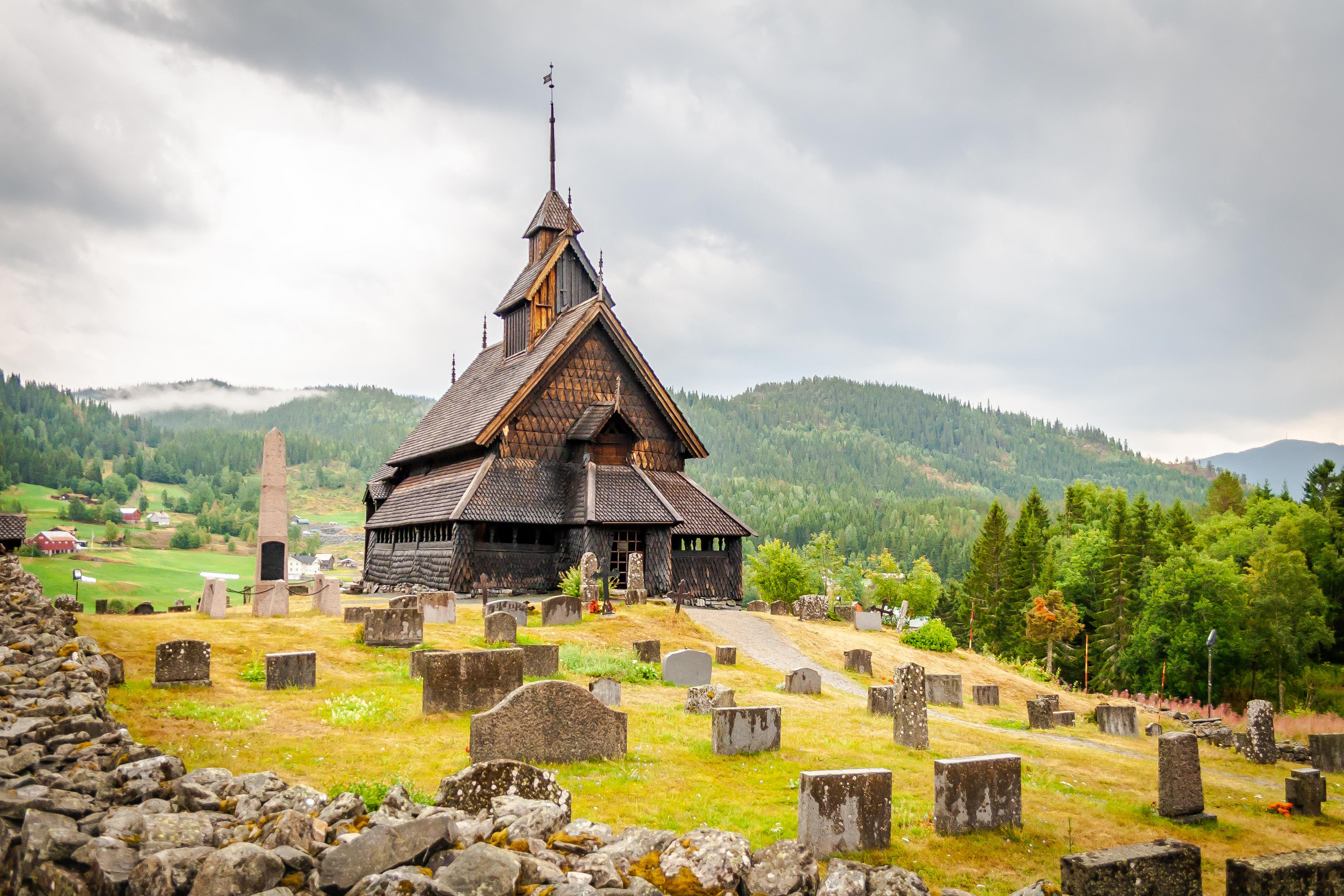

- Miljøstatus i Norge: Eidsborg stavkyrkje
- Eidsborg Stave Church at visitnorway.com （页面存档备份，存于）